# Jennifer Dodds
Pour les articles homonymes, voir Dodds.
Jennifer Dodds (née le 1er octobre 1991 à Édimbourg, en Écosse) est une curleuse britannique.
Elle est notamment championne olympique avec l'équipe de Grande-Bretagne en 2022 et championne du monde de curling double mixte en 2021 avec Bruce Mouat.

## Biographie
Dodds remporte d'abord une médaille d'argent aux Championnats du monde juniors de curling 2013.
Elle dispute ses premiers Championnats d'Europe de curling en 2018, mais la performance de l'équipe est décevante, ratant les séries éliminatoires. Aux Championnats d'Europe de curling 2019, elle fait partie de l'équipe d'Eve Muirhead qui atteint la finale où elle a perdu contre l'équipe suédoise emmenée par Anna Hasselborg, remportant ainsi la médaille d'argent.
Remportant le championnat écossais de curling féminin 2020, l'équipe devait représenter la Grande-Bretagne au championnat du monde de curling féminin 2020, qui a été annulé à cause de la pandémie de Covid-19.
Pour le championnat du monde féminin de curling 2021 qui a eu lieu en mars 2021 à Calgary, l'équipe subit de nouveau une déconvenue en comptant dans le tournoi préliminaire 8 défaites pour 4 victoires. Dodds et son partenaire de double mixte Bruce Mouat remportent les deux événements de double mixte organisés par British Curling, qui leur donne le droit de représenter l'Écosse au Championnat du monde de curling en double mixte 2021. Le tournoi a lieu à Aberdeen en mai et se conclut par une victoire à domicile 9-7 face à la paire norvégienne Kristin Skaslien / Magnus Nedregotten. En novembre 2021, lors du championnat continental, l'équipe est sacrée championne d'Europe face à la Suède.
Lors du jeux olympiques de 2022 à Pékin, l’équipe féminine britannique remporte le tournoi face au Japon.

## Palmarès

### Jeux olympiques
| Saison | Place                          | Skip         | Troisième    | Seconde        | Lead        |
| ------ | ------------------------------ | ------------ | ------------ | -------------- | ----------- |
| 2022   | Médaille d'or, Jeux olympiques | Eve Muirhead | Vicky Wright | Jennifer Dodds | Hailey Duff |